# Georg Helgerth
Georg Helgerth (* 1885 in Nürnberg; † 1953 ebenda) war ein deutscher Ringer.

## Werdegang
Georg Helgerth wuchs in Nürnberg auf und begann in seiner Heimatstadt beim ASC „Sandow“ 1892 Nürnberg mit dem Ringen. Er entwickelte sich zu einem hervorragenden Ringer im griech.-röm. Stil. Nachdem er auf regionaler Ebene schon einige Erfolge erzielt hatte, startete er 1909 erstmals bei der deutschen Meisterschaft in Essen, die damals nur alle drei Jahre ausgetragen wurden. Er stellte sich in hervorragender Form vor und wurde deutscher Meister im Leichtgewicht.
Anschließend erkämpfte er sich auf internationaler Ebene einige Erfolge und wurde 1909 in Dresden Vizeeuropameister und 1911 in Dresden sogar Weltmeister im Leichtgewicht. Beide Meisterschaften haben inoffiziellen Charakter, wie alle damaligen Welt- und Europameisterschaften, da es damals noch keinen Welt- bzw. Europaverband der Ringer gab. Die Teilnehmerfelder waren auf wenige Nationen begrenzt.

## Erfolge
(alle Wettbewerbe im griechisch-römischen Stil, Leichtgewicht, damals bis 70 kg, Mittelgewicht, damals bis 75 kg Körpergewicht)
| Jahr | Platz | Wettbewerb                              | Gewichtsklasse | |
| 1908 | 2.    | Böhmische Meisterschaft in Asch         | Leicht         | hinter Franz Reitmeier, Nürnberg |
| 1909 | 1.    | Deutsche Meisterschaft in Essen         | Leicht         | vor H. Höflinger, Cannstatt u. G. Hauk, Stuttgart                                                                                     |
| 1909 | 2.    | EM in Dresden                           | Leicht         | hinter Theodor Schibilski, Deutschland u. vor Franz Schlammer, Paul Fischer u. Karl Günzel, alle Deutschland                          |
| 1911 | 1.    | Inoffizielle WM in Dresden              | Leicht         | vor Karl Günzel, Frederick Hansen, Dänemark u. Willi Steputat, Deutschland                                                            |
| 1914 | 5.    | EM in Wien                              | Mittel         | hinter Gyula Ruzicska, Ungarn, August Jokinen, Finnland, Josef Dostal, Böhmen, Arpád Miskey, Ungarn u. vor Josef Petrasek, Österreich |
| 1914 | 1.    | Olympia-Ausscheidungsturnier in München | Leicht         | |